# TOMOMI KAHARA CONCERT TOUR 2016 〜君がそばで〜
TOMOMI KAHARA CONCERT TOUR 2016 〜君がそばで〜は、華原朋美が2016年7月24日〜9月24日に実施した全国ライブツアー。

## 概要
2016年発売の新曲「君がそばで」を引っ提げた全11公演の全国ライブツアー。2012年に復帰後、2014年から3年連続での全国ツアーとなった。後日、WOWOWにて8月27日に行われたNHKホール東京公演が放映されたが、作品化はされていない。

## ツアー日程
| 日付          | 場所                         |
| ------------- | ---------------------------- |
| 7月24日（日） | ハーモニーホール座間         |
| 7月30日（土） | 愛知県芸術劇場 大ホール      |
| 8月06日（土） | 大津市民会館 大ホール        |
| 8月11日（木） | 能代市文化会館               |
| 8月20日（土） | NHK大阪ホール                |
| 8月21日（日） | 朝来市和田山ジュピターホール |
| 8月27日（土） | NHKホール                    |
| 8月28日（日） | 伊勢市観光文化会館           |
| 9月04日（日） | 千葉県南総文化ホール         |
| 9月22日（木） | 佐野市文化会館               |
| 9月24日（土） | 東松山市民文化センター       |

## セットリスト
1. summer visit
2. Hate tell a lie
3. たのしく たのしく やさしくね
4. 華
5. やさしさで溢れるように
6. 夢やぶれて -I DREAMED A DREAM-
7. Long way to go
8. LOVE IS ALL MUSIC
9. Living on…!!
10. tumblin' dice
11. Every morning
12. save your dream
13. I BELIEVE
14. 君がそばで
15. Dear Friend
16. 前向きに（アンコール）※新曲として初披露されたが、作品化には至っていない。
17. I'm proud（アンコール）